# Mandalagan
Der Mandalagan ist ein 1885 m hoher komplexer Vulkan auf der Insel Negros auf den Philippinen.
Der Berg liegt in der Provinz Negros Occidental im nördlichen Negros-Vulkangebiet, in dem auch der Silay (1534 m) und der Kanlaon (2465 m) zu finden sind.
Der Mandalagan umfasst ein Gebiet von 16 × 14 km und sieben vulkanische Zentren, darunter auch fünf größere Krater mit einem Durchmesser bis zu 2 km.
Es existiert ein Gebiet mit geothermalen Quellen innerhalb des Komplexes, das das Wasser bis zu 106 Grad Celsius erhitzt und bis zu 30 Meter hohe Geysire ausstößt.
Der Zeitpunkt des letzten Ausbruchs ist nicht bekannt, genauere Untersuchungen stehen noch aus.
Der Mandalagan gehört zu den Kernzonen des Northern Negros Natural Parks, in dem zahlreiche vom Aussterben bedrohte endemischer Tierarten wie dem Visayas-Pustelschwein (Sus cebifrons) und des Prinz-Alfred-Hirsches (Cervus alfredi) leben.